# 尚德里约
尚德里约（法語：Chindrieux，法語發音：[ʃɛ̃dʁijø]）是法国萨瓦省的一个市镇，位于布尔歇湖畔，属于尚贝里区。

## 地理
尚德里约（45°49'17"N, 5°51'8"E）面积16.42 平方千米，位于法国奥弗涅-罗讷-阿尔卑斯大区萨瓦省，该省份为法国东部省份，历史上为薩伏依的一部分，北起上萨瓦省，西接伊泽尔省和安省，南部和东部与上阿尔卑斯省和意大利接壤。
与尚德里约接壤的市镇（或旧市镇、城区）包括：孔瑞、吕菲约、昂特勒拉克。

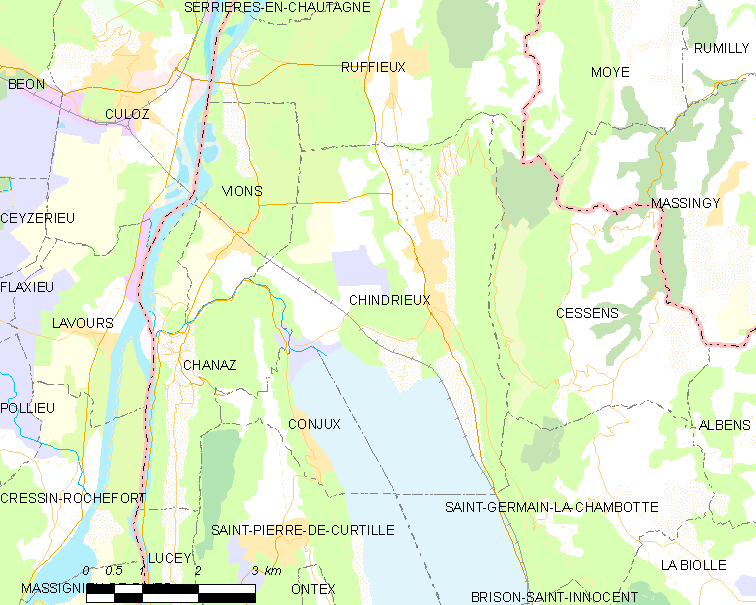
尚德里约的OSM定位图

尚德里约的时区为UTC+01:00、UTC+02:00（夏令时）。

## 行政
尚德里约的邮政编码为73310，INSEE市镇编码为73085。

## 政治
尚德里约所属的省级选区为萨瓦比热县。

## 人口

1962-2008年间尚德里约人口变化图示

尚德里约于2022年1月1日时的人口数量为1488人。